# アルファフリー
『アルファフリー（アラビア語 Kitāb al-Fakhrī）』とは、1302年にイブン・アッティクタカーによって成立したアラビア語による歴史書・帝王学の著作である。原題は『支配者の教養とイスラーム諸王朝に関するファフリー』（ الفخري في الآداب السلطانية والدول الاسلامية al-Fakhrī fī al-Ādāb al-Sulṭānīyah wa al-Duwal al-Islāmīyah）と言い、イルハン朝第7代君主ガザン・ハン治世下でモースルの総督であったファフルッディーン・イーサー・ブン・イブラーヒームに献呈された。書名の「ファフリー（al-Fakhrī）」とは本書を献じられた相手ファフルッディーン・イーサーの尊称「ファフルッディーン（Fakhr al-Dīn 「信仰の誇り」の意）」に由来する。

## 概要
1262年に生まれたイブン・アッティクタカーはシーア派を信奉する正統カリフ・アリーの一門（サイイド）に連なるラマダーン家の第20代の子孫を称する名門の出身であった。父タージュッディーン・アブー・ハサンはイルハン朝第2代君主アバカの時代にシーア派の聖地であるイラク地方のクーファとバグダードにおけるシーア派一門の頭領・ナキーブ職（naqīb）を勤めた人物であった。しかし、タージュッディーンは1281年に同王朝のバグダード方面の長官（ハーキム）であったアラーウッディーン・アターマリク・ジュヴァイニーの讒訴によって殺害され、イブン・アッティクタカーは父の後を継ぎ、ヒッラおよびシーア派の二大聖地であるナジャフとカルバラーにおける同派のナキーブとなった。
上述のように、本書の題名はモースル総督のファフルッディーン・イーサー・ブン・イブラーヒームに捧げたことに由来する。イブン・アッティクタカーは本書序文に執筆の動機について述べており、それによると1301年、ガザン治世時代にイブン・アッティクタカーはタブリーズに上京する途中モースルで豪雨にあったため、「寒さが和らぐまで」しばらく同地に逗留することになったという。そこで逗留地のモースル総督のファフルッディーン・イーサー・ブン・イブラーヒームから歓待され、政治力の公正さや理性や寛大さなどのその人柄に優れていたため、彼に仕えようと思い立ち、本書を捧げて領主としての手引きとして欲しいと望んだと述べている。
本書は序文に続いて、第1章「君主の政治と政策」、第2章「王朝各論」から成り立っている。
第1章「君主の政治と政策」では支配権や宗教問題など法学諸派のの見解に基づくイスラーム法（シャリーア）による政治について論じたり紹介するのではなく、あくまで「諸々の実際に起こった事件や争いの中で、臣民を統治し、王国を安全に守り、倫理行為を改善しようとする場合に有効な政治とその慣習」を記述した物である、と述べている。
第1章「君主の政治と政策」では歴史上の現実政治において、歴代の君主たちが行った政策や品行など善し悪しや優劣についてを人物評価の基準としており、規範たる君主や指導者として古代のアレクサンドロス大王やサーサーン朝のアルダシール1世やシャープール1世、ホスロー1世や預言者ムハンマド、正統カリフ・ウマル等をあげており、他にも歴代カリフたち、宰相たちの事蹟や逸話、詩文を用いて比較する。そのうえで優れた君主とはどのような性質を備えており、また、備えるべき好ましい性質とは何か、日々の品行や執政における賞罰などの慎重さ・公正さの必要性、神からの恩恵への感謝の念や信仰心の大切さなどを説いている。
また、跋文に統治者として最も緊要な資質として理性と公正を挙げている。知識によって理性は獲得されるものであり、また公平さを備えている人物ならばイスラム教徒でなくとも望ましい。ただし王者に必要な知識とは専門家と相談することを可能にする程度に学問に親しむことである。全てを知る必要はなく、政治家は博識さを宣伝する必要はない。王者の資質として信仰心も強調されており、人間は過失の上で成り立っているために憎悪や怒りの感情に支配されてはならないように注意しなければならない。王者の徳目には気前よさや約束を守る信義、そして忍耐などもある。ただし王者は臣民の種類を見分けた統治を行わなければならず、上流階級は崇高な人徳と優しい指導、中流階級には飴と鞭、そして下流階級は恐怖と正義の強制により統治しなければならない、としている。
第2章「王朝各論」では初代正統カリフのアブー・バクルからアッバース朝最後のカリフ・ムスタアスィムまで治世順に配列しており、正統カリフ4代に続き、ウマイヤ朝、アッバース朝の歴代カリフたちとその治世での事蹟、事件、宰相（ワズィール）たちの事蹟を各論で述べる形式となっている。

## 本書の特徴
本書は1869年にドイツの東洋学者アールヴァルト Wilhelm Ahlwardt （1828年 – 1909年）の抄訳と紹介によってヨーロッパで知られるようになり、1895年にフランスのドランプール Hartwig Derenbourg による完本の校訂本、1910年に同じくアマル M. Émil Amar によるフランス語完訳が出版され、1957年にはホワイティング Charles Edward Jewell Whitting が英訳した。
本書でイブン・アッティクタカーは当時流布していたハリーリーやバディーウッザマーン・ハマザーニーの『マカーマート』と比較し、これらマカーマ文学が智恵や工夫、経験などについて語っているものの有益な部分もありながら往々にして品性を卑しくするような有害な部分ばかりが目立っていることを指摘して批判し、本書がアッバース朝時代の詩人アブー・タンマームAbū Tammām（805年 - 845年）の『ハマーサ詩集』（al-Ḥamāsa）に比するような「政治の原理や統治の手立てとして有益なもの」であると唱っている。また、シーア派では特に主要文献として学ばれていたイマーム・アリーの言行を集めたハディース集『ナフジュル＝バラーガ（Nahj al-Balāgha）』や、ウトビー Abū Naṣr al-ʿUtbī が著したガズナ朝のスルターン・マフムードの伝記『ヤミーニー史』（Ta'rīkh al-Yamīnī）とも比較しており、これらはいずれも正則アラビア語の修辞や技巧を凝らした模範とすべき作品であること、加えて前者が宗教上の規範や神学を学べる作品であり、後者は面白い智慧や君主の独創的な生涯を記述したことで優れた特徴を有している点を評価しつつも、時に文学的であるがゆえの誇張が過ぎる場合もまま見られるため、それらと比較した場合、本書は君主の品行や政治論について述べるという目的のための表現の簡潔性にも配慮している点に優れていることもほのめかしている。
本書はヨーロッパに紹介されてから、ヨーロッパにおける「君主鑑」文学との比較や、ペルシア語文芸史上のアンダルズ文学やアラビア語文芸のアダブ文学などのイスラーム世界での「君主鑑」文学における位置づけになどが論じられて来た。イギリスのイスラーム思想史研究者ローゼンタール Erwin Isak Jakob Rosenthal は、正確な歴史的記録や公正な事実の評価を期待することは出来ないものの、精彩と変化に富んだ文体と言葉遣いによって、支配者やその大臣達の言行が当時の物語作者や詩人達にどのような生々しい印象を与えたのか、今日の我々に提供していると述べ、「この作者は支配者に必要な諸資格、支配者の行動、し覇者と進化の関係、支配者に対する臣下の諸義務等に関してモラリストとして助言を与えている」と評しており、イスラーム政治思想史上からも詳細な分析を行っている。
また、注目すべき点として、第1章では公正で寛大な君主として古代の諸王や預言者、カリフたちに混じってアイユーブ朝の初代君主サラーフッディーンやモンゴル帝国第2代皇帝オゴデイも「公正なる君主」としてたびたび称讃されている。著者イブン・アッティクタカーは14世紀初頭を代表するシーア派の指導者のひとりであるが、第２章「王朝各論」で見られるように、本書では正統カリフ４人やウマイヤ朝、アッバース朝のカリフたちについても自他の宗派の相違は問題とせず、統治の有様や統治者としての品行や資質についてのみを問題にしている点でユニークな作品である。日本においてもアラビアンナイトの日本語訳を出した前嶋信次は、イブン・ムカッファの『カリーラとディムナ』、カイ・カーウースの『カーブース・ナーマ』（Qābūs Nāma）、ガザーリーの『君主たちへの勧め』（Naṣīhat al-Mulūk）やマーワルディー Abū al-Ḥasan ʿAlī al-Māwardī （974?-1058年）の『統治の諸規則（al-Aḥkām al-Sulṭānīyya wa al-Wilāyāt al-Dīnīyya）』、あるいは後代のサアディーの『薔薇園』『果樹園』などのイスラームの学者や文人たちが著して来た一連の政治論や「君主鑑」文学等の紹介のなかで本書も取り上げており、日本で歴代の天皇や徳川家康などの為政者達の間で読み継がれて来た『貞観政要』との比較研究の必要性を説いている。著された年代が1302年という『集史』の編纂が始まるイルハン朝のガザン・ハンの治世下であるイラク地方であり、モンゴル帝国史研究上からも本書は内容に加えて「モンゴル時代という東西を超えたこの時代の独特の雰囲気についても考えてみるべきではないか」との時代史的・文化史的にも注目すべき作品との指摘もされている。

## 構成

### 第2章 王朝各論

#### 正統カリフ時代
アブー・バクル (632-634年)
632-633年 ムハンマドの死で離反した背教者と、リッダ戦争。アラビアを統一。
ウマル・イブン・ハッターブ (634-644年)
636年 ヤルムークの戦いで東ローマ帝国に勝ち、シリアを征服。
637年 カーディシーヤの戦いでサーサーン朝ペルシアに勝ち、イラクを征服。
ウスマーン・ブヌ・アッファーン (644-656年)
651年 ヤズデギルド3世の死でサーサーン朝が滅亡。
アリー・イブン・アビー・ターリブ (656-661年)
ハワーリジュ派のイブン・ムルジャムにより暗殺される。

#### ウマイヤ朝
ムアーウィヤ (661-680年)
660年 カリフを宣言。661年のアリー暗殺で国内から承認される。
ヤジード・ブヌ・ムアーウィヤ（ヤズィード1世） (680-683年)
680年 アリーの子フサインとカルバラーの戦い。
ムアーウィヤ・ブヌ・ヤジード・ブヌ・ムアーウィヤ （ムアーウィヤ2世）(683-684年)
マルワーン・ブヌ・アルハカム（マルワーン1世） (684-685年)
カルバラーの戦いが原因で、以後10年の第二次内乱
アブド・アルマリク・ブヌ・マルワーン (685-705年)
メッカ包囲戦 (692年)の勝利により第二次内乱を収拾し、再統一。
アルワリード・ブヌ・アブド・アルマリク（ワリード1世） (705-715年)
711年 イベリア半島を征服。ウマイヤ朝は最大領土になる。
スライマーン・ブヌ・アブド・アルマリク (715-717年)
ウマル・ブヌ・アブド・アルアジーズ（ウマル2世） (717-720年)
シーア派と和解。アラブ人・非アラブ人の差別を是正。
ヤジード・ブヌ・アブド・アルマリク（ヤズィード2世） (720-724年)
ヒシャーム・ブヌ・アブド・アルマリク (724-743年)
（732年、ガリアへの侵攻は失敗（トゥール・ポワティエ間の戦い）。その記事はない。）
アルワリード・ブヌ・ヤジード（ワリード2世） (743-744年)
彼以後ウマイヤ朝は内戦化。
ヤジード・ブヌ・アルワリード（ヤズィード3世） (744年)
イブラーヒーム・ブヌ・アルワリード (744年)
マルワーン・ブヌ・ムハンマド・ブヌ・マルワーン（マルワーン2世） (744-750年)
アッバース軍と戦い敗北、エジプトに逃げ戦死。

#### アッバース朝
アブー・アルアッバース・アッサッファーフ (750-754年)
750年 クーファでカリフと宣言し、新王朝設立。アッザーブ河の戦いでウマイヤのマルワーン2世軍に勝利。
（751年 唐とタラス河畔の戦い。その記述はない。）
アブー・ジャウファル・アルマンスール (754-775年)
（756年 イベリア半島に後ウマイヤ朝が起こり、2人のカリフが並立。その記載はない。）
762-3年 首都バグダードを建設。
ムハンマド・アルマフディー (775-785年)
ムーサー・アルハーディー (785-786年)
ハールーン・アッ＝ラシード (786-809年)
803年 代々の宰相を出した名家、バルマク家を打倒。
アルアミーン・ムハンマド・ブヌ・ズバイダ (809-813年)
アブド・アッラーフ・アルマアムーン (813-833年)
832年 知恵の館を建設。ギリシャ語文献のアラビア語への翻訳を奨める。
アルムウタスィム (833-842年)
836年 サーマッラーに遷都。 838年 アンムーリーヤの戦いで東ローマに勝利。
ハールーン・アルワーシク (842-847年)
ジャウファル・アルムタワッキル (847-861年)
長男とトルコ人が暗殺。以後の10年間、4代のカリフはみなトルコ人が殺し、サーマッラーの無政府状態となる。
アルムンタスィル・ブヌ・アルムタワッキル (861-862年)
アルムスタイーン (862-866年)
アルムウタッズ・ビ・アッラーフ (866-869年)
アルムフタディー・ビ・アッラーフ (869-870年)
アルムウタミド・アラー・アッラーフ (870-892年)
「サーマッラーの無政府状態」は、869-883年 南イラクのザンジュの乱（黒人奴隷の乱）の鎮圧で収拾。
エジプトのトゥールーン朝がシリアを支配し、アッバース朝の支配領域はイラクのみになった。
アルムウタディド (892-902年)
王子時代にザンジュの乱を平定。 892年首都をバグダードへ戻した。
アルムクタフィー・ビ・アッラーフ (902-908年)
アルムクタディル・ビ・アッラーフ (908-932年)
909年、アフリカでシーア派のファーティマ朝が独立。イスラムに3人のカリフが鼎立。
アルカーヒル (932-934年)
アッラーディー・ビ・アッラーフ (934-940年)
アルムッタキー・リ・アッラーフ (940-944年)
アルムスタクフィー (944-946年)
946年 ブワイフ朝のムイッズ・アッダウラがバグダード入城。以後カリフは有名無実。
アルムティーウ・リ・アッラーフ (946-974年)
アッターイウ・リ・アムリ・アッラーフ (974-991年)
アルカーディル (991-1031年)
アルカーイム・ビ・アムリ・アッラーフ (1031-1075年)
1038年にセルジューク朝が興り、1055年バグダードに入城。
逃亡したブワイフ朝の王は1062年にシーラーズで死に、ブワイフ朝滅亡。
アルムクタディー・ビ・アムリ・アッラーフ (1075-1094年)
アルムスタズヒル・ビ・アッラーフ (1094-1118年)
（1096年に第1回十字軍。以後約100年シリア-エルサレムは十字軍国家が支配。その記載はなし。）
アルムスタルシド (1118-1135年)
イラク・セルジューク朝のスルタン、マスウードと戦えるだけの軍事力を回復。
アッラーシド・ビ・アッラーフ (1135-1136年)
アルムクタフィー・リ・アムリ・アッラーフ (1136-1160年)
1157年、大セルジューク朝は分裂。それに乗じてバグダード周辺の支配権を回復。
アルムスタンジド・ビ・アッラーフ (1160-1170年)
ファーティマ朝弱体化に乗じ、エジプト遠征。
1169年 サラーフッディーン（サラディン）がファーティマ朝の宰相になる。アイユーブ朝のはじまり 。
アルムスタディー (1170-1180年)
1171年 ファーティマ朝カリフのアーディド死。ファーティマ朝滅亡。
アンナースィル・リ・ディーン・アッラーフ (1180-1225年)
1194年 イラク・セルジューク朝が滅亡。アッバース朝は再びイラクを支配。最後の輝き。
アッザーヒル・ビ・アムリ・アッラーフ (1225-1226年)
アルムスタンスィル・ビ・アッラーフ (1226-1242年)
アルムスタアスィム・ビ・アッラーフ (1242-1258年)
1253年 モンゴル帝国がフレグの西征を開始。
1258年 バグダードの戦いでイルハン朝のフレグに敗北、処刑。